# Linz am Rhein

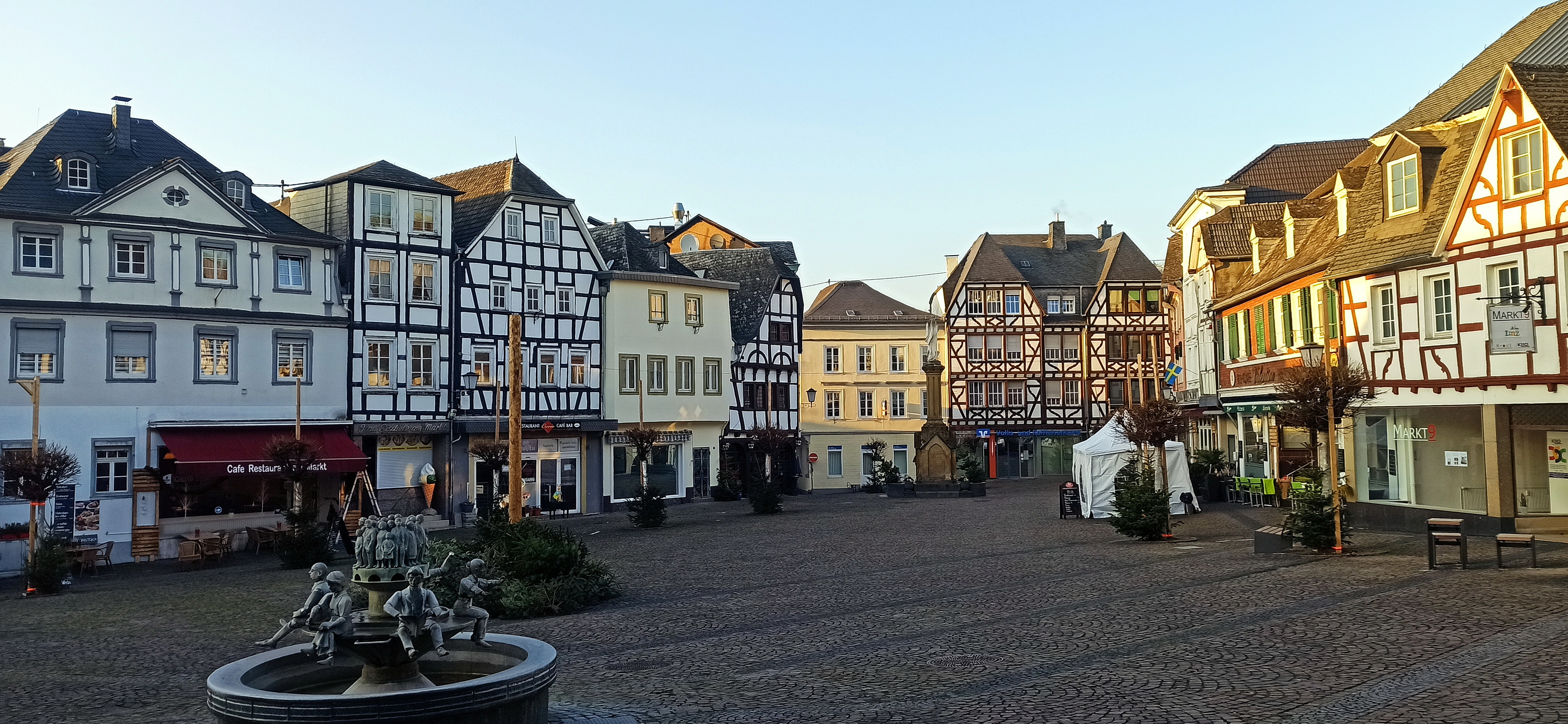
Linz/Rhein Marktplatz im Januar 2022

Linz am Rhein ist eine Stadt im Landkreis Neuwied im Norden von Rheinland-Pfalz nahe der Grenze zu Nordrhein-Westfalen, 22 Kilometer südlich von Bonn und 33 Kilometer nördlich von Koblenz. Linz ist  Verwaltungssitz der gleichnamigen Verbandsgemeinde und gemäß Landesplanung als Mittelzentrum ausgewiesen.
Wegen seiner vielen farblich und künstlerisch ausgestalteten Altstadthäuser nennt sich Linz auch Die Bunte Stadt am Rhein.

## Geografie

### Lage
Linz liegt rechtsrheinisch am nördlichen Mittelrhein im Naturpark Rhein-Westerwald, gegenüber der Ahrmündung, etwa auf halbem Weg zwischen Köln und Koblenz bei Rheinkilometer 629. Südöstlich erhebt sich der 174 m ü. NHN hohe Kaiserberg. Die Stadt umfasst innerhalb der zusammenhängenden Bebauung Höhenlagen zwischen 55 m ü. NHN und 160 m ü. NHN. Nach Süden besteht entlang der Bundesstraße 42 ein fließender Übergang in den Ortsteil Wallen der Gemeinde Dattenberg. Naturräumlich lässt sich der am Rheinufer gelegene äußerste Westen des Stadtgebietes der Linz-Hönninger Talweitung zuordnen, ein wesentlich größerer und mittlerer Abschnitt einschließlich der historischen Altstadt der Linzer Terrasse sowie der gesamte Norden und Osten dem Rheinwesterwälder Vulkanrücken, einem in Teilen auch als Linzer Höhe bezeichneten Höhenzug am Rande des Niederwesterwalds.
Die Stadt erreicht auf der „Linzer Höhe“ mit dem Ortsteil Kretzhaus (kleinerer Teil zur Gemeinde Vettelschoß) auch siedlungsmäßig den Westerwald. Weitere Stadtteile sind, neben dem Stadtkern im Rheintal, Roniger Hof und das an Erl (Gemeinde Kasbach-Ohlenberg) angrenzende Stuxhof. Das 1912 eingemeindete Linzhausen am nördlichen Ortseingang wird heute nicht mehr als Stadtteil empfunden. Wohnplätze der Stadt Linz am Rhein sind Berkenhof, Burg Ockenfels, Dickert, Gut Frühscheid, Peterhof, Schloss Rennenberg, Schmitzhöfe, Stuxhof und Wiesentaler Hof. Alt Rennenberg I ist ein seit spätestens Ende der 1970er-Jahre unbewohnter Wohnplatz.
Höchste Erhebung des Stadtgebiets ist mit 429 m ü. NHN der Meerberg (auch Düstemich), ein ehemals 448 m ü. NN hoher Berg, der von einem Basaltsteinbruch abgetragen wurde. Weitere, mittlerweile stillgelegte Basaltsteinbrüche befanden sich am heute etwa 405 m ü. NHN hohen Minderberg sowie an dem noch 407 m ü. NHN messenden Hummelsberg, der nur drei Kilometer nordöstlich des Stadtzentrums liegt und mit seiner früheren Höhe von mindestens 441 m ü. NN einst markant im Stadtbild sichtbar war. Die Seitentäler des stark gegliederten Stadtgebietes werden unter anderem durch den Sternerbach, den Rennenberger Bach, den Losbach und den Alwiesbach gebildet.

### Nachbargemeinden
Die Stadt Linz am Rhein grenzt (im Uhrzeigersinn) an die Ortsgemeinden Erpel, Vettelschoß, Sankt Katharinen (Landkreis Neuwied), Dattenberg, über den Rhein an die Stadt Sinzig und die Stadt Remagen im Landkreis Ahrweiler sowie an die Ortsgemeinden Ockenfels und Kasbach-Ohlenberg.

### Klima

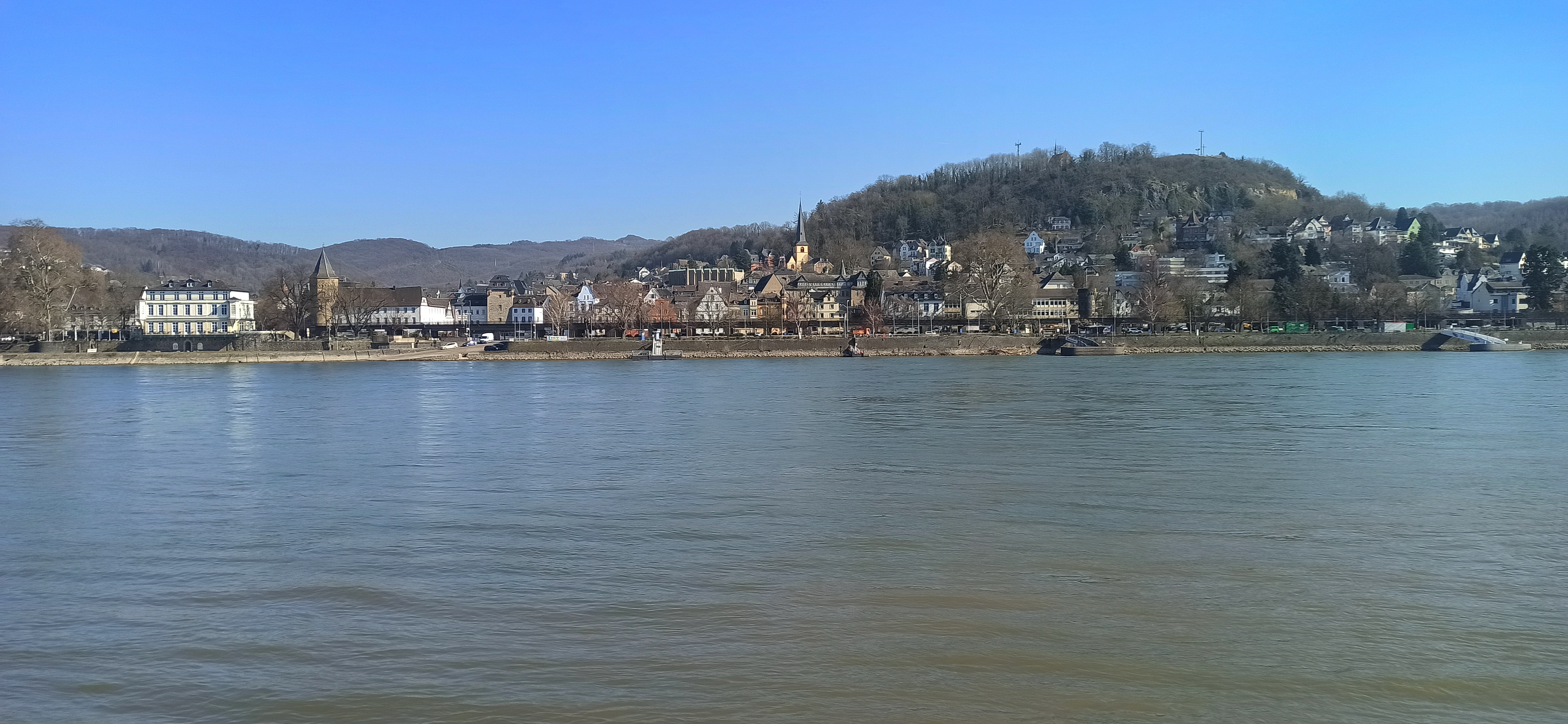
Linz/Rhein von der gegenüber liegenden Rheinseite. Foto vom 3. März 2022

Der Jahresniederschlag beträgt 701 mm.

## Geschichte

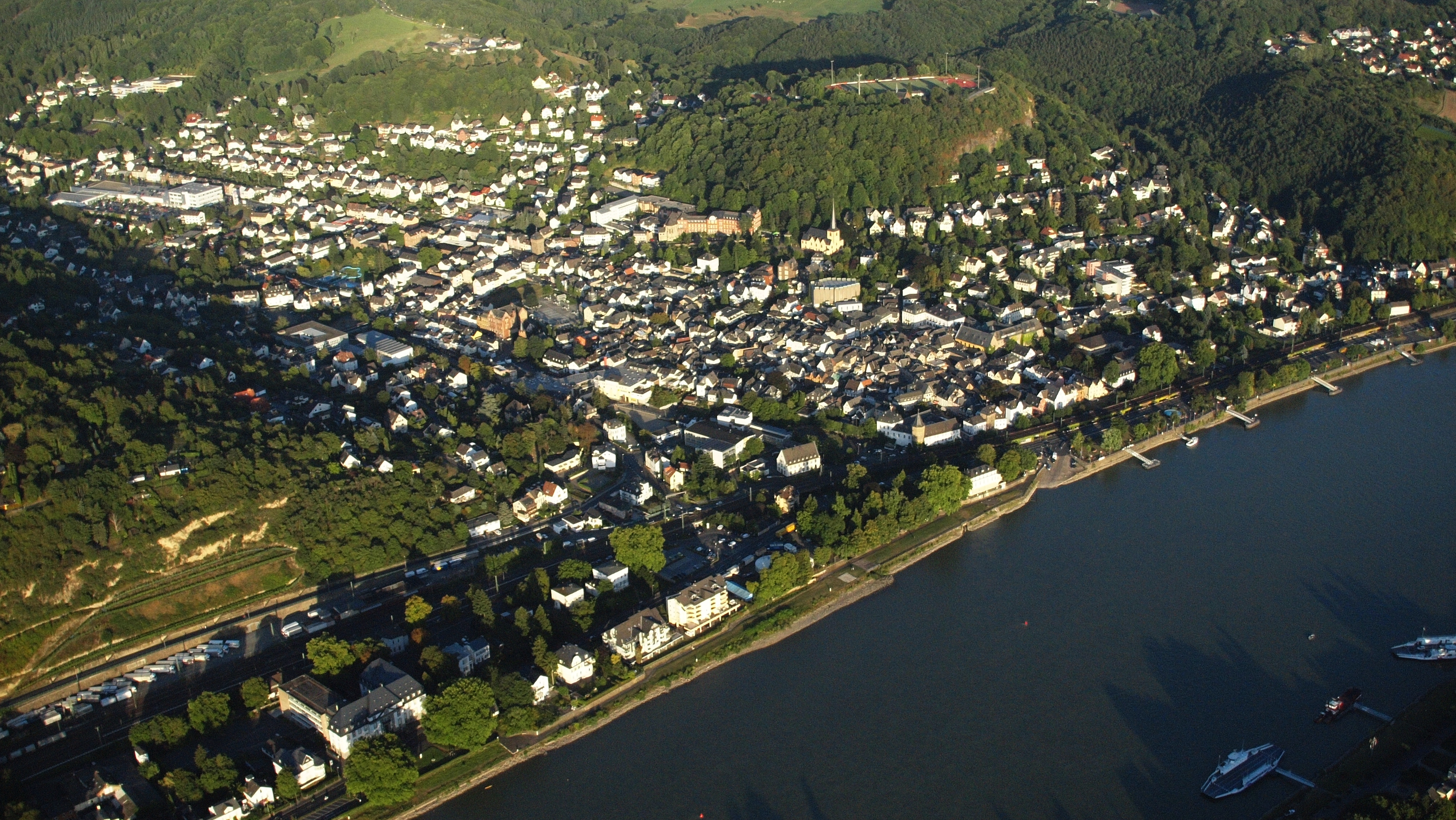
Linz am Rhein aus nordwestlicher Richtung

### Frühgeschichte
Eine im Jahr 1936 auf dem Hummelsberg bei Linz untersuchte Ringwallanlage, die nach Gensicke bei Auseinandersetzungen zwischen Kelten und Germanen entstanden sein dürfte, diente (wie aus Gefäßformen und Verzierungen zu schließen ist) nicht nur als Fluchtburg, sondern auch als Wohnplatz, sodass der Ringwall auf dem Hummelsberg in der Zeit von 600 bis 400 v. Chr. als befestigte Höhensiedlung von einer Besiedlung des Linzer Raumes bereits in dieser Zeit zeugt.
Grabfunde im Stadtgebiet datieren aus der frühfränkischen Zeit.
Durch Pippin den Älteren und den Mittleren erhielt das Kloster Nivelles neben Gütern in Rheinbrohl und Ariendorf auch Weinberge zu Wallen bei Linz. Im 8. Jahrhundert war Linz dann Mittelpunkt eines kleinen Untergaues, des Linzgaues, der 771 und 778 erwähnt wird.

### Mittelalter
Der Ort Linz findet im Jahre 874, als Lincesce oder Lincheste benannt, in einer Gründungsurkunde der Äbtissin des Stifts Gerresheim Reginbierg, Tochter des fränkischen Edelmanns Gerricus, seine erste urkundlich nachgewiesene Erwähnung. In der Zeit wurde vermutlich auch schon eine Kirche gebaut, weil Reginbierg nach der Urkunde Zehntrechte besaß und nach Karolingischem Recht nur dann ein Gutsbesitzer das Zehntrecht erhielt, wenn er in seinem Sprengel eine Kirche erbaut hatte.

Zwischen 1206 und 1214 entstand die Pfarrkirche St. Martin am damals höchsten Punkt des Ortes. Eine Vorgängerkirche am selben Ort wurde bei den Kämpfen zwischen Otto IV. und Philipp von Schwaben im Jahre 1198 zerstört. Beim Bau einer Fußbodenheizung im Zuge der Restaurierungsarbeiten stieß man im Jahre 1981 auf Grabstätten und Fundamentstücke der Vorgängerkirche.

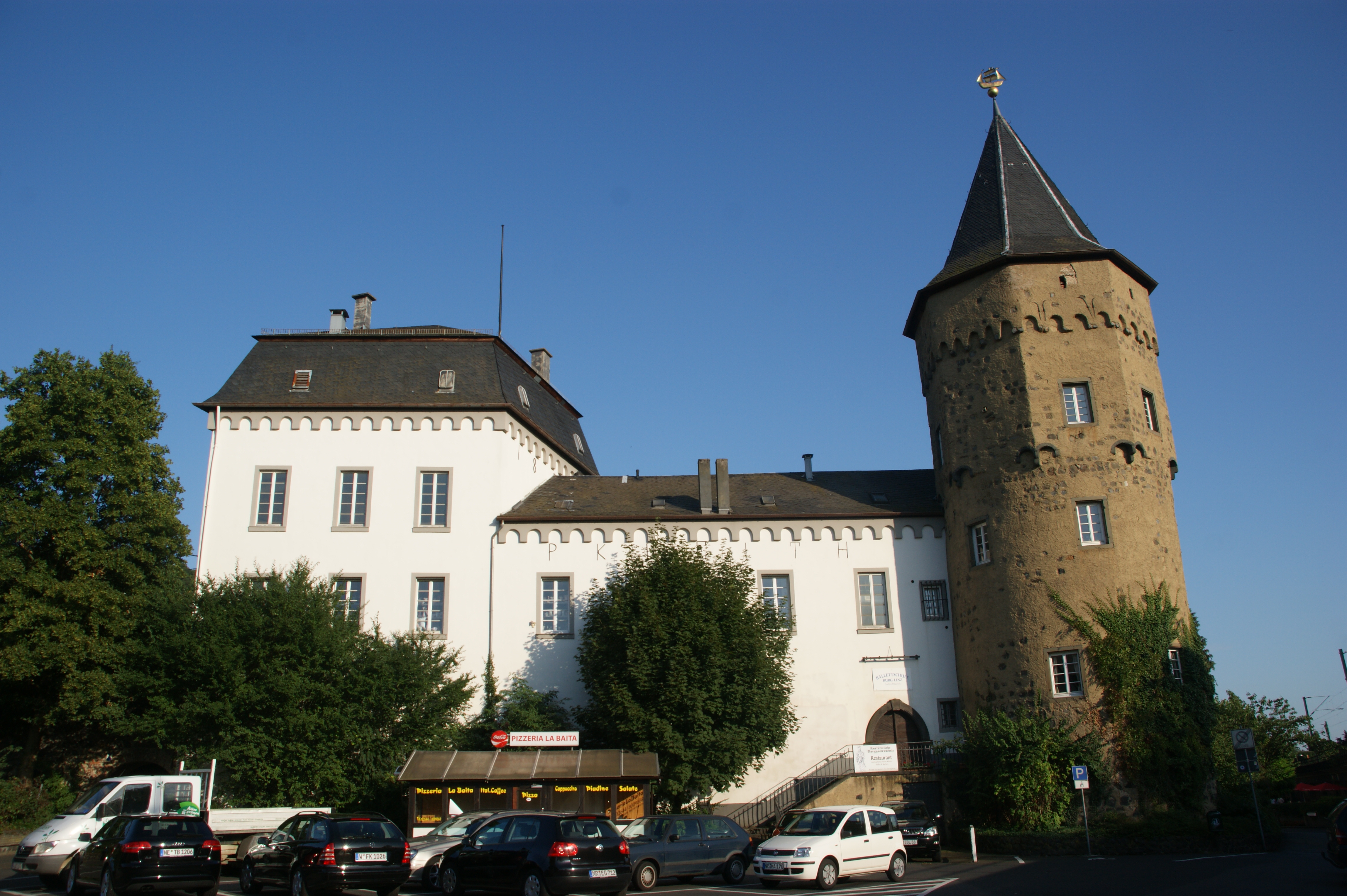
Burg Linz

Die für das Stadtbild wichtigste politische Entscheidung fiel im späten Mittelalter: die Stadterhebung während der Regierungszeit des Kölner Erzbischofes Heinrich II. von Virneburg zwischen 1304 und 1332. Zu den Bürgern der nunmehrigen Stadt Linz gehörten alle Einwohner des Kirchspiels Linz. Die außerhalb der zu dieser Zeit errichteten Stadtmauer lebenden Kirchspielsangehörigen wurden „auswendige Bürger“ genannt. Zum Kirchspiel Linz gehörten die Ortschaften Linzerhausen, Ockenfels, Kasbach (links des Bachs), Ohlenberg, Leubsdorf, Ariendorf (rechts des Bachs) sowie die später unter dem Namen Linzer Höhe zusammengefassten Dörfer Notscheid und Hargarten. Im Jahre 1365, kurz nach dem Erhalt der Stadtrechte, erfolgte der Bau der Burg Linz. 1391 brannte Linz bis auf ein Drittel ab. Die Stadt wurde im 14. Jahrhundert Hauptsitz des kurkölnischen Amtes Altenwied, im 15. Jahrhundert des neugebildeten Amtes Linz. 1475 wurde Linz durch kaiserliche Truppen im Neusser Krieg belagert. Um 1517 erfolgte der Bau des Rathauses.
Die älteste urkundliche Nachricht über die Verpachtung der Fährrechte zwischen Linz und Kripp – datiert auf den 2. Mai 1443 – befindet sich im Linzer Stadtarchiv, denn die Fährgerechtsame war von Alters her im Linzer Besitz. Auch heute ist die Stadt Linz noch eine der Geschäftsführerinnen der Rheinfähre Linz–Kripp. In der Urkunde bestätigten der Pächter der Fährrechte, Jakob Schade, sowie seine Frau Katharina sowie die Nachkommen den Erbzins von 20 Mark, den sie wegen der Var zu Lynss an die Stadt Linz zu zahlen hatten, abgesichert durch ein Drittel ihres Besitzes.

### Neuzeit
Das um 1700 zum Oberamt erhobene Amt Linz fiel 1803 mit dem Reichsdeputationshauptschluss an den Fürsten von Nassau-Usingen und ging 1806 im Zusammenhang mit der Bildung des Rheinbundes im Herzogtum Nassau auf. Die Stadt wurde anschließend Hauptsitz des nassauischen Amtes Linz. 1815 wurde Linz nach den auf dem Wiener Kongress geschlossenen Verträgen Teil des Königreichs Preußen und 1816 Hauptsitz der neugebildeten Bürgermeisterei Linz. Im gleichen Jahr wurde mit Einführung der preußischen Verwaltung der Kreis Linz gebildet, der jedoch seinen Verwaltungssitz in Erpel hatte. Er wurde bereits 1822 wieder aufgelöst; Linz gehörte nunmehr dem Kreis Neuwied in der neuen preußischen Rheinprovinz an. 1857 wurde Linz zur Stadt nach der Rheinischen Städteordnung erhoben. 1885 zählten zur Stadt Linz am Rhein die Wohnplätze (Namen teilweise an aktuelle Schreibweise angepasst) Alt Rennenberg, Eichshard (Eichhard), Ginsterhahn, Jägerhaus, Kaiserberg, Klemenslust, Linzer Hammer, Meerberg, Neuhof, Neu Rennenberg, Schloss Rennenberg, Ronigerhof, Schafstall, Schmitzhof, Stern, Sternerhütte, Stuxhof und Waschberg (Hillenbrandsruhe).

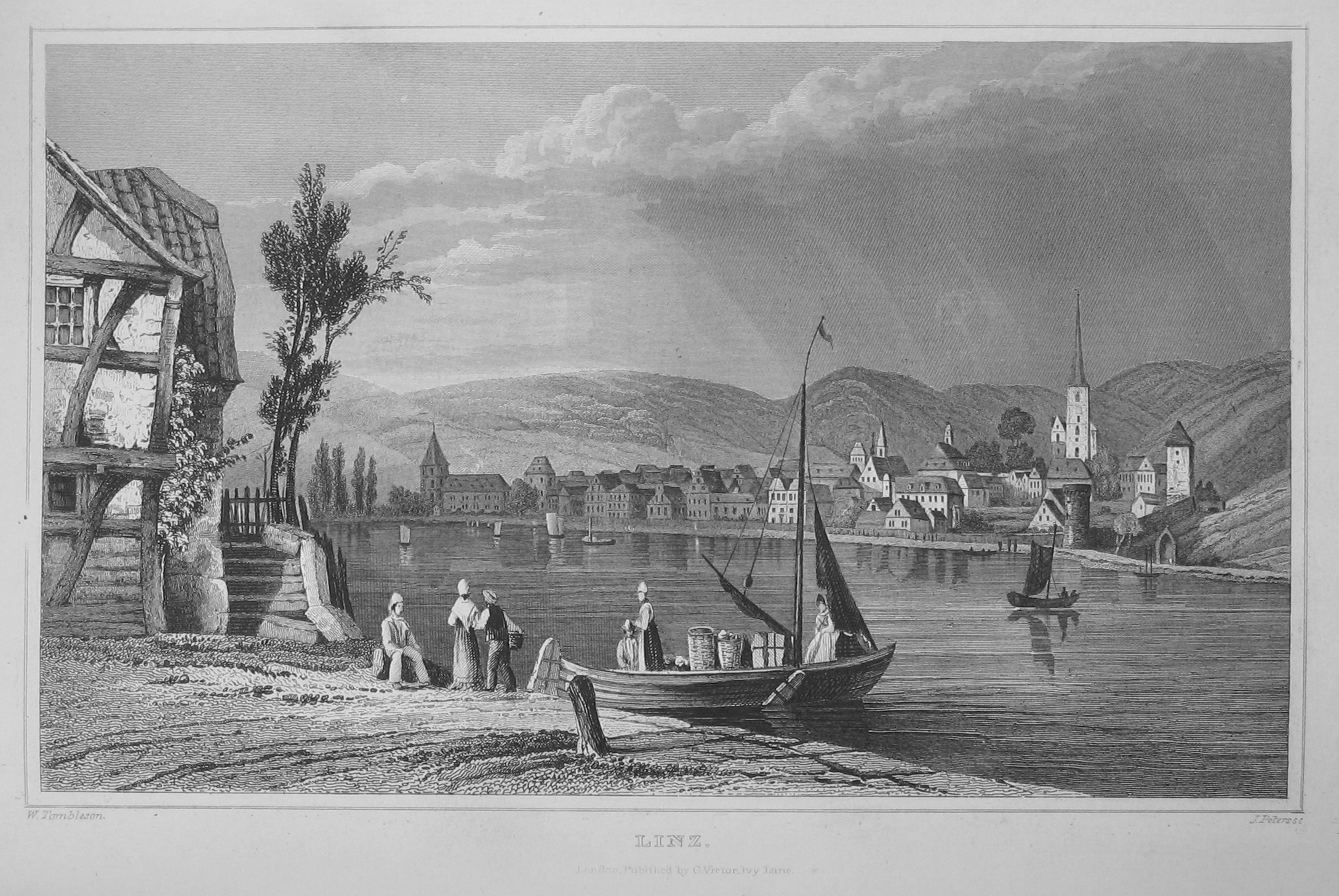
Stahlstich nach Tombleson um 1840

Der stärkste Wandel des Stadtbildes fand im 19. Jahrhundert statt. Bedingt durch finanzielle Engpässe der Stadt konnten einige Bauwerke nicht gehalten werden. Dieses zeigte sich besonders im Abriss der im Jahre 1462 eingeweihten Ratskapelle auf dem Marktplatz im Jahr 1818. Die Bürgerschaft empfand die Stadtbefestigung als überholt. Die rheinseitige Stadtmauer wurde 1861/1862 abgetragen, das Grabentor 1863, das Leetor 1879. Durch den Zuzug protestantischer Familien wurde der Bau einer evangelischen Kirche erforderlich. Zwischen 1863 und 1865 entstand die evangelische Kirche auf dem Gelände des ehemaligen Grabentores, zum Teil aus den Baumaterialien des abgetragenen Grabentors.
1858 legten in Linz die ersten Dampfschiffe an. 1870 erfolgte der Anschluss an das Eisenbahnnetz der Strecke Köln–Troisdorf–Neuwied–Niederlahnstein, der Bahnhof wurde gebaut. Die Strecke war zunächst eingleisig, ab 1883 wurde die Bahn in Linz wegen des Hochwassers auf Viadukte höher gelegt und zusätzlich zweigleisig ausgebaut. Am 1. Oktober 1912 wurde die Bahnstrecke Linz–Neustadt–Flammersfeld–Altenkirchen in Betrieb genommen. Wegen Brückensprengungen im Wiedtal durch die deutsche Wehrmacht war seit März 1945 der Zugverkehr zunächst nur noch bis Wiedmühle, später bis Mettelshahn, möglich. Nach dem Zweiten Weltkrieg verlor auch die Reststrecke mit zunehmender Motorisierung an Bedeutung. 1960 fuhr der letzte Personenzug nach Neustadt (Wied). Heute existiert von dieser Strecke nur noch der etwa 8 km lange Streckenabschnitt von Linz nach Kalenborn, der von Mai bis Oktober an Wochenenden und Feiertagen durch die Kasbachtalbahn befahren wird.
Bereits im Jahre 1912 war die bis dahin eigenständige Gemeinde Linzhausen am nördlichen Ortseingang der Stadt (ehemals auch Linzerhausen oder Hausen), mit einer Fläche von 0,33 km² die kleinste Gemeinde des Kreises, eingemeindet worden. Nach Inkrafttreten des Versailler Vertrags 1920 gehörte Linz zunächst zum unbesetzten Gebiet im Rheinland. Die Grenze zur 10-jährigen Besatzungszone verlief südlich von Linz bei Ariendorf über die Linzer Höhe. Infolge des Ruhrkampfs wurde Linz ab Februar 1923 als Teil des sog. „Einbruchsgebiets“ im südlichen Siegkreis und nördlichen Kreis Neuwied von französischen Truppen besetzt, die nach der Londoner Konferenz am 17. November 1924 das Einbruchsgebiet räumten. Nach dem Zweiten Weltkrieg wurde Linz 1946 Teil des neugebildeten Landes Rheinland-Pfalz. Im Jahre 1967 wurde die neugebaute katholische St. Marien-Kirche eingeweiht.
In den 1970er Jahren entstand der Stadtteil Roniger Hof drei Kilometer oberhalb der Stadt: 1976 wurden die ersten Häuser fertiggestellt, 1979 erfolgte die Inbetriebnahme des neuen Krankenhauses im neuen Stadtteil oberhalb von Linz.
Am 28. Mai 1984 stürzte ein Kampfflugzeug der niederländischen Luftwaffe unweit des Krankenhauses Linz in ein Mehrfamilienhaus. Der Pilot (Pieter „Gipsy“ Enzerink) und eine Anwohnerin kamen dabei ums Leben. Zahlreiche Menschen wurden verletzt.

### Konfessionsstatistik
Mit Stand 30. Juni 2005 waren von den Einwohnern 59,3 % römisch-katholisch, 17,4 % evangelisch und 23,3 % waren konfessionslos oder gehörten einer anderen Glaubensgemeinschaft an. Der Anteil der Katholiken an der Gesamtbevölkerung ist seitdem jährlich um 1 Prozentpunkt gesunken. Ende März 2025 hatten 39,8 % der Einwohner die katholische und 13,2 % die evangelische Konfession. 47,0 % gehörten anderen Konfessionen oder Glaubensgemeinschaften an, waren ohne Angabe oder gemeinschaftslos.

### Einwohnerentwicklung
| Linz am Rhein: Einwohnerzahlen von 2012 bis 2024 | Linz am Rhein: Einwohnerzahlen von 2012 bis 2024 | Linz am Rhein: Einwohnerzahlen von 2012 bis 2024 | Linz am Rhein: Einwohnerzahlen von 2012 bis 2024 | Linz am Rhein: Einwohnerzahlen von 2012 bis 2024 |
| ------------------------------------------------ | ------------------------------------------------ | ------------------------------------------------ | ------------------------------------------------ | ------------------------------------------------ |
| Jahr                                             |                                                  |                                                  |                                                  | Einwohner                                        |
| 2012                                             | 2012                                             |                                                  | 5.858                                            | 5.858                                            |
| 2015                                             | 2015                                             |                                                  | 5.902                                            | 5.902                                            |
| 2020                                             | 2020                                             |                                                  | 6.209                                            | 6.209                                            |
| 2024                                             | 2024                                             |                                                  | 6.265                                            | 6.265                                            |
| Quelle(n): statistik.rlp.de                      |                                                  |                                                  |                                                  |                                                  |

## Politik

### Stadtrat

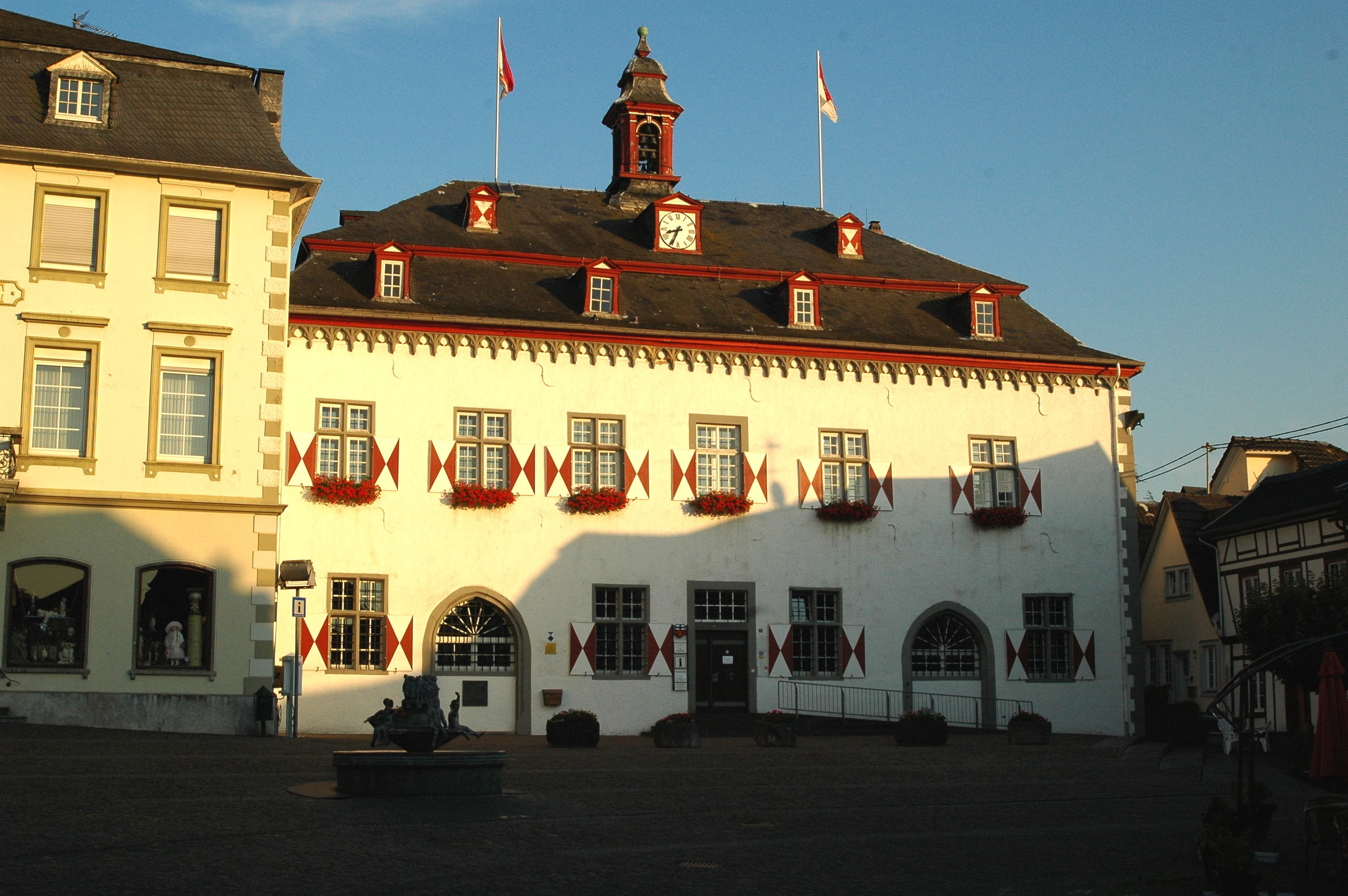
Blick auf das Rathaus vom Marktplatz aus

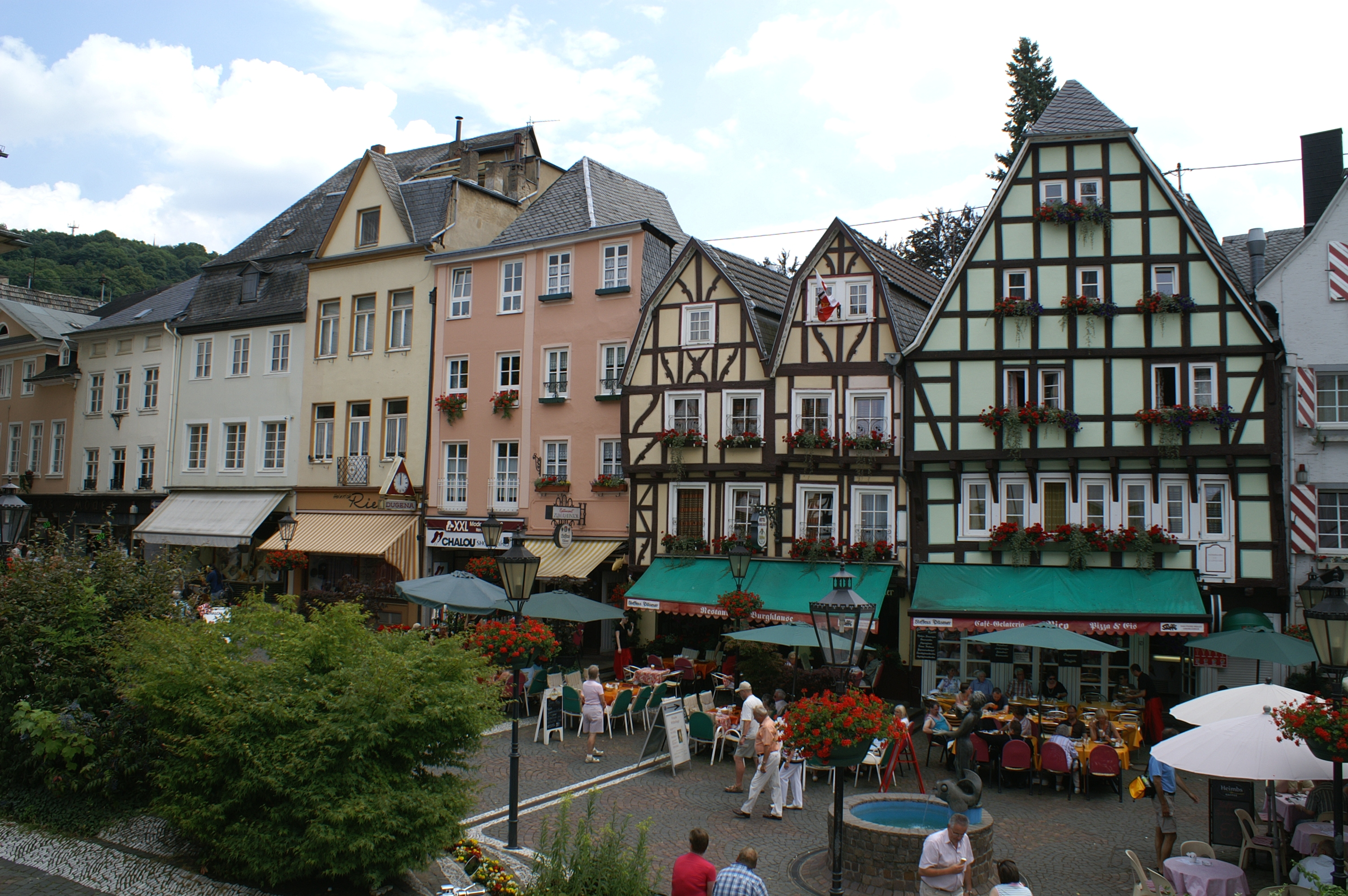
Burgplatz

Der Stadtrat in Linz am Rhein besteht aus 22 Ratsmitgliedern, die bei der Kommunalwahl am 9. Juni 2024 in einer personalisierten Verhältniswahl gewählt wurden, und dem ehrenamtlichen Stadtbürgermeister als Vorsitzendem.
Die Sitzverteilung im Stadtrat:
| Wahl | SPD | CDU | Grüne | Linke | FWG | FDP | Gesamt   |
| ---- | --- | --- | ----- | ----- | --- | --- | -------- |
| 2024 | 4   | 9   | 2     | 1     | 5   | 1   | 22 Sitze |
| 2019 | 5   | 8   | 3     | 1     | 4   | 1   | 22 Sitze |
| 2014 | 6   | 10  | 2     | 1     | 3   | –   | 22 Sitze |
| 2009 | 5   | 12  | 1     | 1     | 3   | –   | 22 Sitze |
| 2004 | 6   | 13  | 1     | –     | 2   | –   | 22 Sitze |
| 1999 | 7   | 13  | –     | –     | 2   | –   | 22 Sitze |
| 1994 | 6   | 11  | 1     | –     | 4   | –   | 22 Sitze |
| 1989 | 6   | 7   | –     | –     | 8   | –   | 21 Sitze |
| 1984 | 3   | 8   | –     | –     | 10  | –   | 21 Sitze |
| 1979 | 11  | 10  | –     | –     | –   | –   | 21 Sitze |

- FWG = Freie Wählergruppe Linz am Rhein e. V.

### Bürgermeister
Helmut Muthers wurde am 3. Juli 2024 Stadtbürgermeister von Linz am Rhein. Bei der Direktwahl am 9. Juni 2024 war er als einziger Kandidat bei einer Wahlbeteiligung von 63,6 % mit einem Stimmenanteil von 76,6 % gewählt worden.
Die Amtsträger in der Gemeinde seit dem Jahr 1812:
- 1812–1813: Engelbert Schwamborn
- 1817–1820: Friedrich Adolph von Cocy
- 1820–1842: Franz Kerp
- 1842–1848: Franz Stephan Christmann
- 1848–1851: Rudolf Jakob von Gerolt zur Leyen
- 1851–1856: Hubert Hubaleck
- 1856: Johann Schmitz
- 1856–1871: Willibrord Thiesen
- 1871–1910: Julius Lerner
- 1910–1914: Hugo Menzel
- 1914–1932: Paul Pieper
- 1933: Eugen Mehliß
- 1933: Rahms (Vorname unbekannt)
- 1933–1938: Franz Weyand, zunächst NSDAP¹
- 1939–1944: Paul Wiezorke
- 1944–1945: Matthias Wagner
- 1945: Franz-Josef Wuermeling, CDU
- 1945–1947: Wilhelm Hoffmann
- 1947–1948: Peter Frings CDU
- 1948–1956: Wilhelm Hoffmann
- 1956–1972: Leo Thönnissen, SPD
- 1972–1974: Theo Lück, SPD
- 1974–1979: Hans Breitenbach, CDU
- 1979–1989: Theo Lück, erst SPD, ab 1984 FWG
- 1989–2014: Adi Buchwald, CDU
- 2014–2024: Hans-Georg Faust, CDU
- seit 2024:00 Helmut Muthers, CDU

¹ später aus der Partei ausgeschlossen und Amtsenthebung durch die NSDAP, wahrscheinlich wegen religiös motivierten Widerstandes

### Städtepartnerschaften

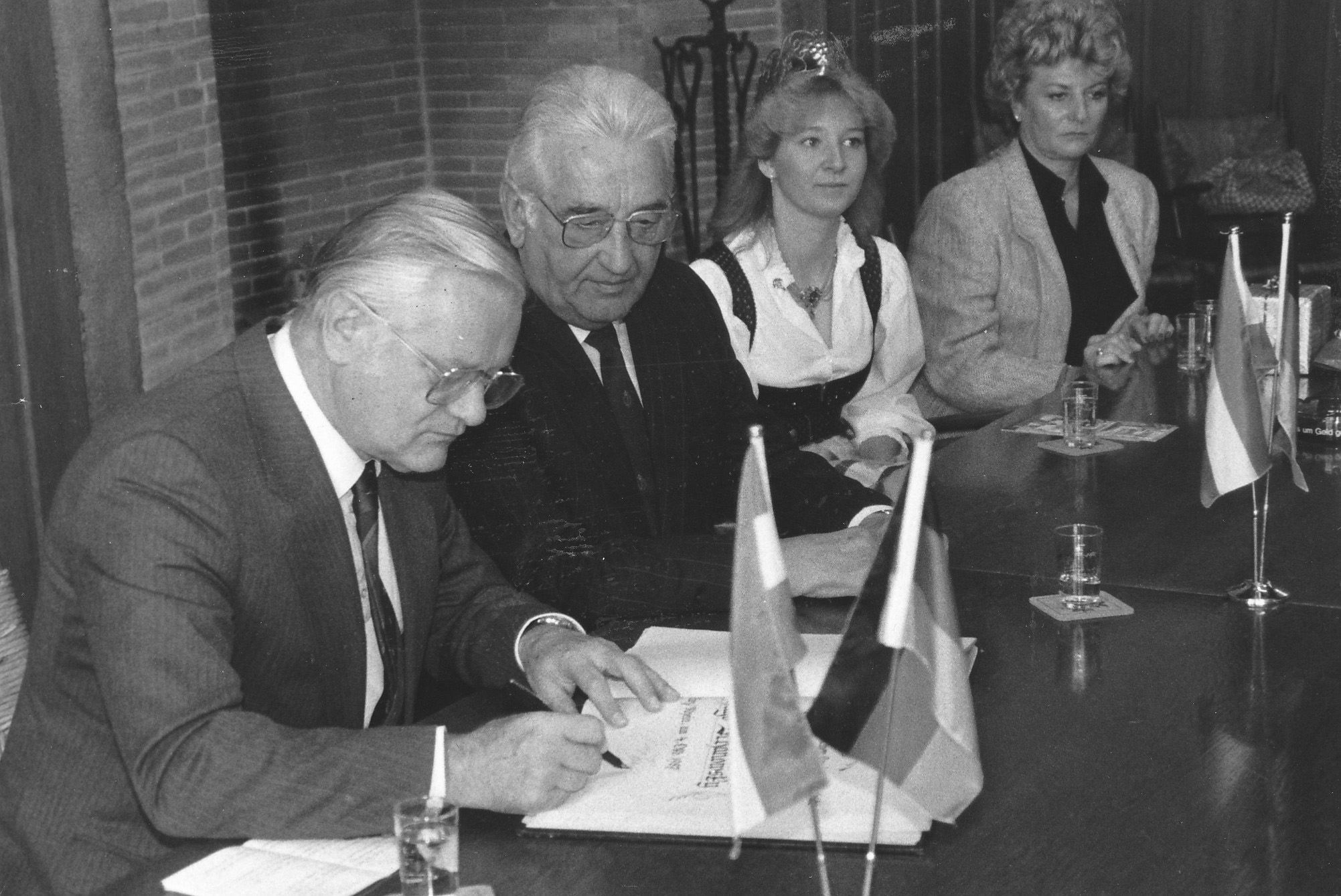
Partnerschaft mit Linz an der Donau, 1987

Linz pflegt seit 1920 (offiziell seit 1987) eine Partnerschaft mit der oberösterreichischen Landeshauptstadt Linz an der Donau. Nach dem Zweiten Weltkrieg folgten 1965 Marietta in Georgia, USA, sowie 1987 Pornic in Frankreich. Mit dem Ortsteil Linz der Gemeinde Schönfeld in Sachsen wurde ein Freundschaftsvertrag geschlossen.

### Wappen
| Wappen von Linz am Rhein | Blasonierung: „Unter silbernem Schildhaupt, darin ein durchgehendes schwarzes Balkenkreuz, in Rot ein goldener Schlüssel mit rechtsgewendetem Bart in Form eines Rechtecks aus mehrfach abgewinkelten Stegen und Vierpaßreite.“ |
| Wappen von Linz am Rhein | Wappenbegründung: Das schwarze Kreuz deutet auf die Zugehörigkeit von Linz zum Erzstift Köln hin. Der Schlüssel ist das Attribut des Hl. Petrus, des Schutzpatrons der Kölner Kirche. Kreuz und Schlüssel erscheinen schon im ältesten Stadtsiegel von 1340. Das Stadtwappen ist rechtsgültig seit 1857 mit königlich-preußischer Genehmigung. Die Stadt Linz führt als Besonderheit einen Renaissanceschild. |

## Sehenswürdigkeiten

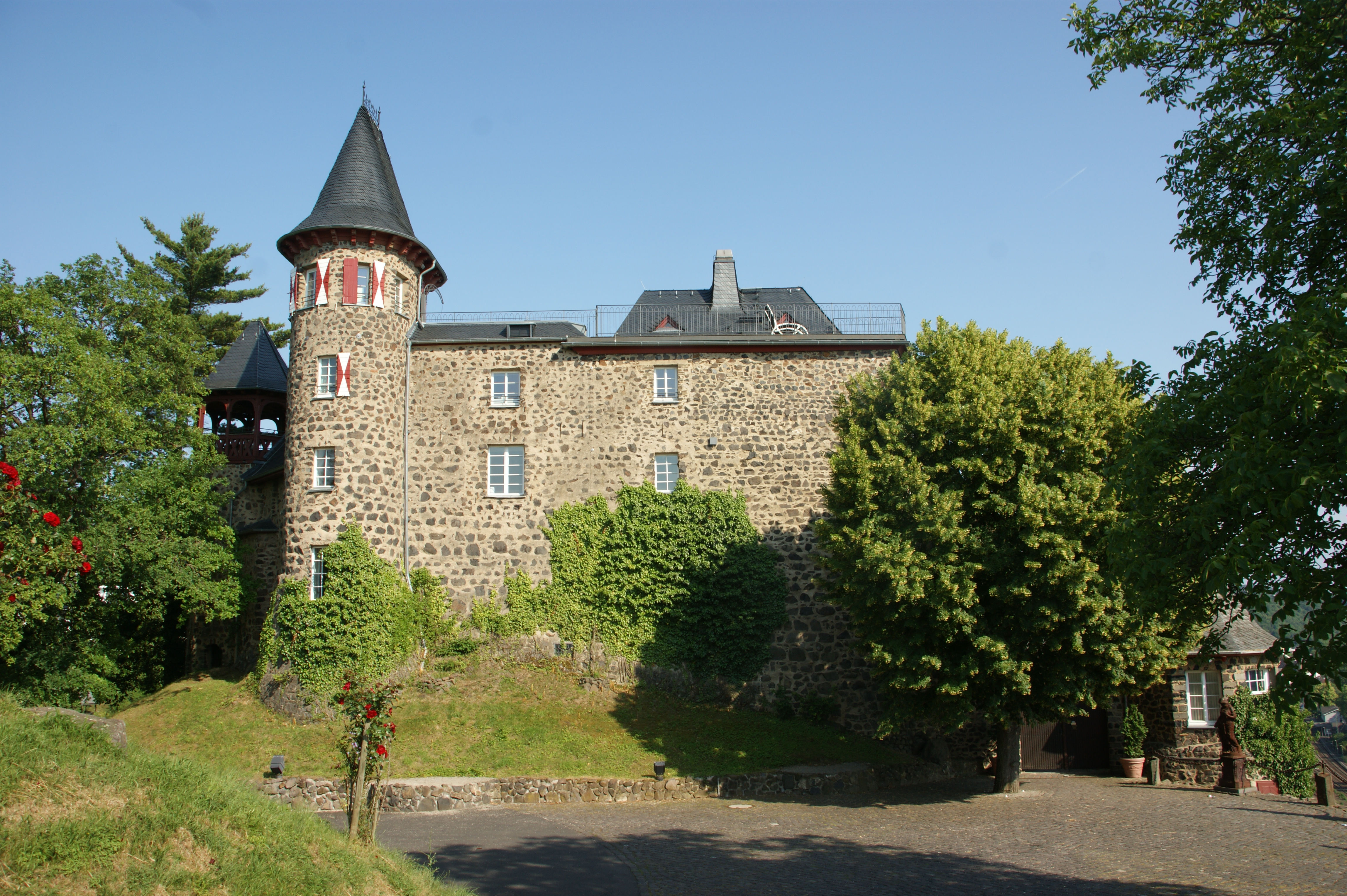
Burg Ockenfels oberhalb des Ortes

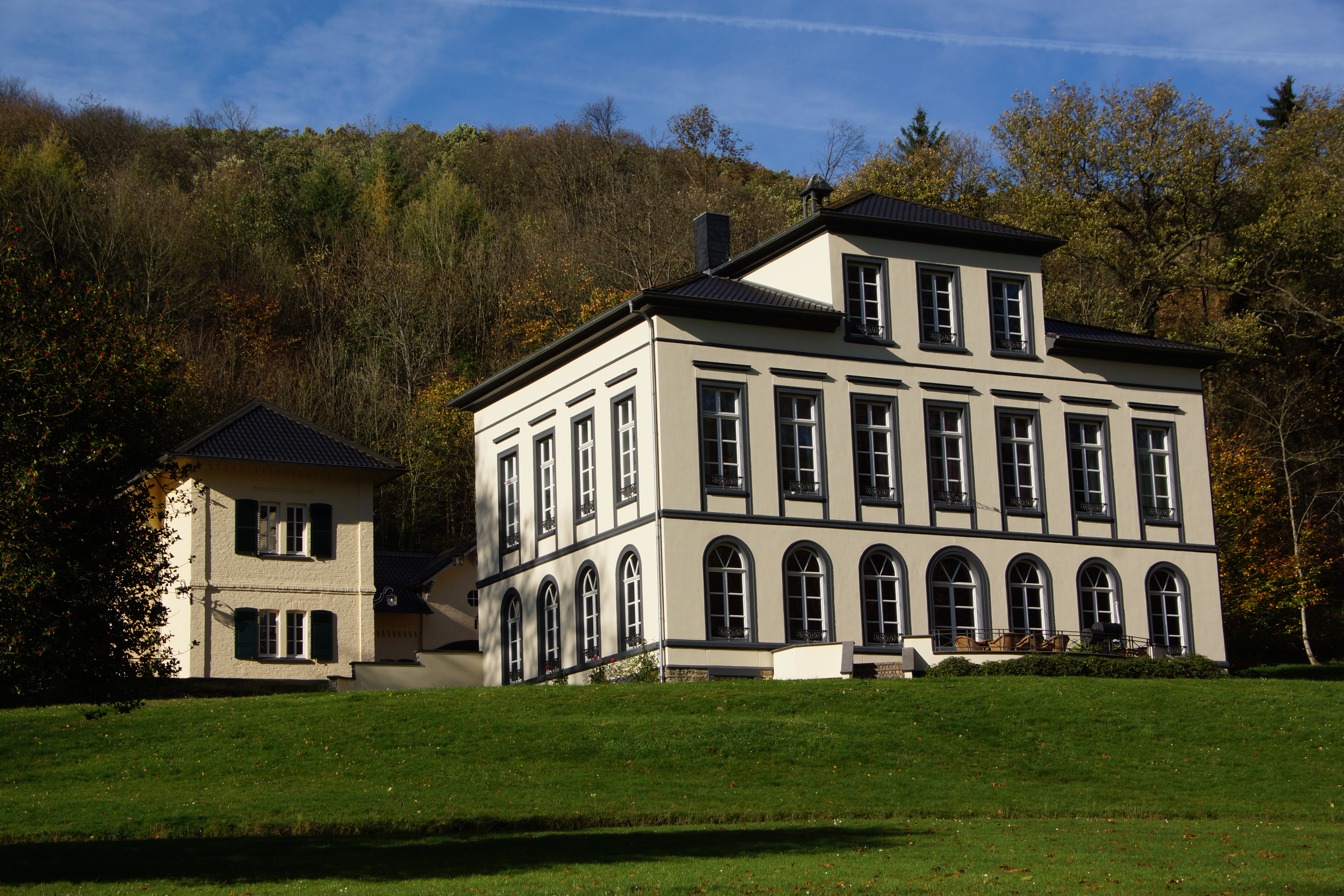
Schloss Rennenberg

Wegen der vielen farbenprächtigen Bauwerke wird die Stadt oft als „Bunte Stadt am Rhein“ bezeichnet.
- Historische Altstadt: viel Fachwerk, seit 1912 wieder freigelegt
- Rathaus aus 1517–1527, Bau an Stelle eines Vorgängerbaues
- Kirche St. Martin: Baubeginn 1206, Einweihung 1214, romanische und gotische Bauformen unregelmäßig, aber harmonisch in sich vereint, Wandmalereien aus dem 13. und 16. Jahrhundert, unter anderem eine Jakobs-Pilgerkrönung aus der Zeit um 1230, die neben einem romanischen Sandsteinrelief in Freiburg zu einer der ältesten und bedeutendsten im deutschsprachigen Raum gezählt wird (Quelle: Klaus Herbers, der Jakobskult in Süddeutschland)
- St. Marien: 1967 erbaut, katholische Kirche mit bedeutendem Kölner Flügelaltar (1463)
- ehemalige Kapuzinerklosterkirche: 1636–1645 erbaut, seit 1971 Stadthalle
- Burg Linz des Kurfürsten von Köln: 1365 erbaut, mit einer Folterkammer aus der Ritterzeit (zurzeit nicht öffentlich)[18]
- Rheintor und Neutor: zwei historische Stadttore von 1329 – früher Teil der inzwischen fast vollständig abgetragenen Befestigungsmauern. „Linzer Klapperjunge“: eine vor dem Neutor 1987 aufgestellte Bronzeskulptur. Die vorösterliche Ratschen-Tradition nehmen hier alljährlich etwa 200 Kinder und Jugendliche wahr. Am Rheintor sind die Markierungen der Hochwasserüberflutungen verzeichnet.
- Linzer Pulverturm: auch dieser Turm ist noch erhalten
- Sendeanlage des SWR: Sender für UKW und Fernsehen mit 156 Meter hohen abgespannten Stahlfachwerkmast und kleinem freistehenden Stahlturm
- Burg Ockenfels: Ende des 15. Jahrhunderts zerstört, und in den 1920er-Jahren wieder errichtet; befindet sich oberhalb von Linz
- Schloss Rennenberg: 1846, im Wald bei der Sterner Hütte, in schöner Parkanlage gelegen, nach 1992 in Privatbesitz restauriert
- Burg Rennenberg: oberhalb von Schloss Rennenberg, Ruine (Anfang 13. Jahrhundert)
- Denkmalzone Jüdischer Friedhof
- Strünzerbrunnen in der Altstadt, gewidmet dem Menschentyp des Linzer Strünzers. Ursprünglich der Spitzname eines ortsansässigen Wirtes, wurde er zum rheinländischen Synonym eines herzlichen Menschen, der aber beim „Schwatzen“ und beim Trinken etwas übertreibt.
- Stadtarchiv: in der ehemaligen Kapelle des Krankenhauses der Franziskanerinnen (19. Jahrhundert)

### Regelmäßige Veranstaltungen
- Karnevalsumzug: am Rosenmontag
- Rhein in Flammen: am ersten Samstag im Mai. Großfeuerwerke und Schiffsrundfahrt von Linz am Rhein entlang Erpel, Unkel, Remagen, Rheinbreitbach, Rheininsel Nonnenwerth bei Bad Honnef, Bad Godesberg, Königswinter zur Rheinaue bei Bonn
- Bunte Woche mit Drehorgelfest: von Christi Himmelfahrt bis zum darauffolgenden Sonntag
- Antik- und Trödelmarkt: am dritten Wochenende im Mai und am zweiten Wochenende im August
- Kirmes: am letzten Wochenende im August
- Winzerfest: am zweiten Wochenende im September
- Kunsthandwerkermarkt: am zweiten Wochenende im Oktober
- Weihnachtsmärkte: an allen Adventswochenenden

## Wirtschaft und Infrastruktur
Der wichtigste Wirtschaftszweig in Linz ist der Tourismus. Früher spielte in Linz der Basaltabbau eine große Rolle.
In Linz wird aktuell (2022) noch etwas Wein angebaut, und zwar entlang der Straße Rheinhöller, die vom Ortskern nach Ockenfels führt (dort auch Streckenführung des europäischen Radfernwegs EV15). Der Name der Weinlage Rheinhölle lässt sich auf den Ursprung Rhinhelderberg zurückführen, wobei die Bezeichnung aus dem mittelhochdeutschen Helde/Hell (Berghang) entstanden ist und auf einen zum Rhein hin abfallenden Berghang verweist. Der kleine Weinberg ist nach Südwesten zum Rhein ausgerichtet, liegt auf 60–100 m über NN und ist recht steil. Oberhalb der Rheinhölle ist eine weithin sichtbare, lehmige Abbruchkante, darüber befindet sich Baumbewuchs. Man findet hier einen Tonschieferverwitterungsboden, der seinen Ursprung in den unteren und mittleren Siegen-Schichten hat, zudem treten hier bereits Vulkanite aus dem Tertiär auf. Der Weinberg verfügt über ein hohes, natürliches Qualitätspotential. Es gibt heute Weißburgunder und Rieslinge aus der Rheinhölle. Die Lage ist für rassige, säurebetonte Weine bekannt.

### Verkehr

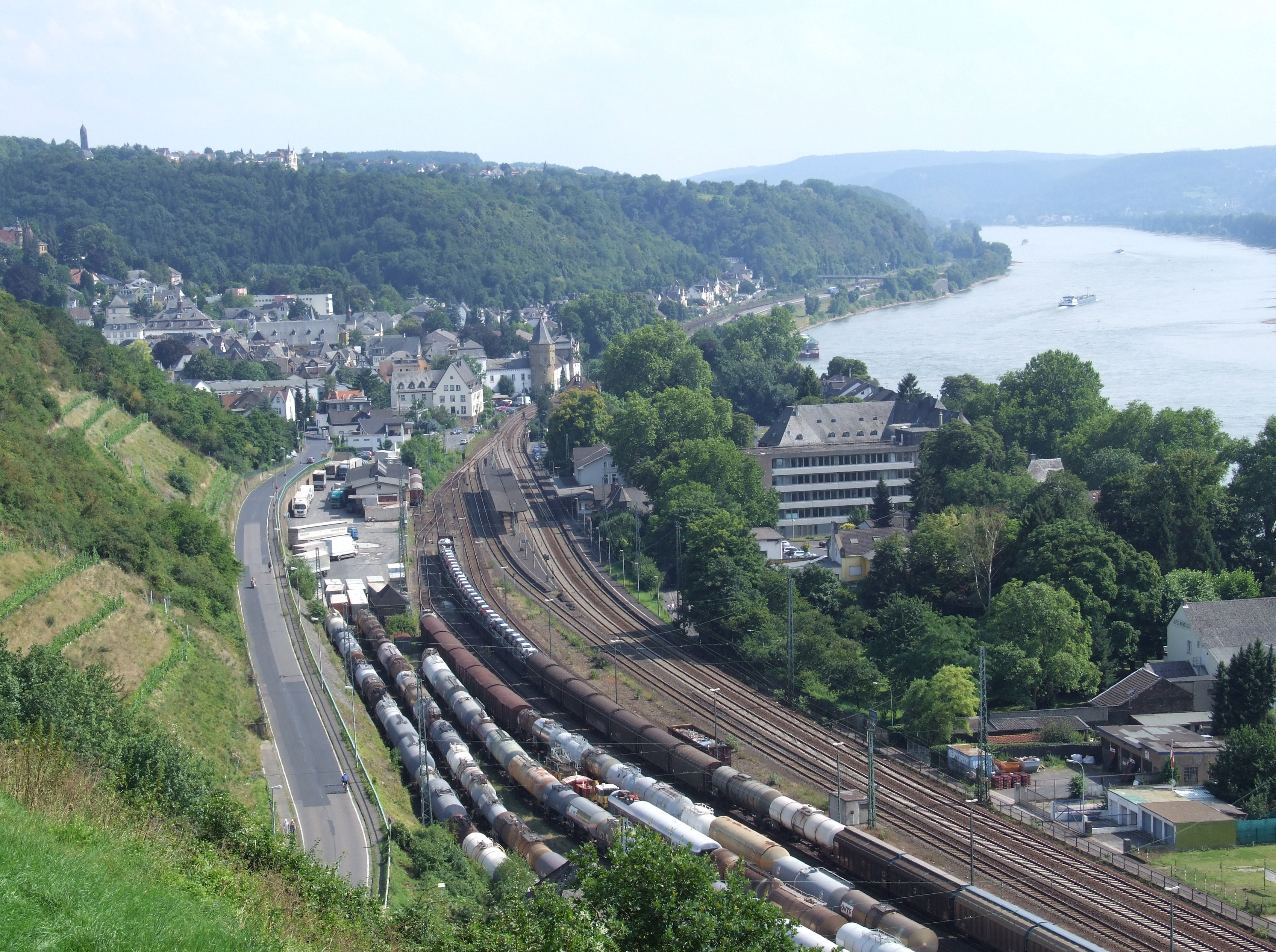
Blick auf Linz und das Rheintal mit der rechtsrheinischen Bahnstrecke Köln–Koblenz

#### Straßenverkehr
Linz liegt direkt an der Bundesstraße 42 und wenige Kilometer westlich der Bundesautobahn 3 mit der Anschlussstelle Bad Honnef/Linz. Die Autofähre Linz–Kripp bietet Anschluss an die linksrheinischen Bundesstraßen B 9 und B 266 sowie die Bundesautobahn 61 und verbindet Linz mit Remagen-Kripp, dem Ahrtal und der Eifel. Im Bundesverkehrswegeplan enthalten war bis 2015 eine Rheinbrücke als Verbindung der B 42 und der B 9 (als Verlängerung der A 573), der diese Aufgabe in Zukunft hätte zufallen können. Die Rheinquerung zwischen Linz und Remagen war ein Programmpunkt im Landtagswahlprogramm der FDP Rheinland-Pfalz im Jahre 2016. Die Brücke wurde jedoch von Seiten der FDP in den Koalitionsverhandlungen zwischen Grünen und SPD gar nicht erst thematisch behandelt, obwohl sie damit in der Region massiv geworben hatte. Eine Bürgerinitiative für eine Rheinquerung hatte zudem im Vorfeld innerhalb von drei Monaten 1100 Unterschriften gesammelt und diese dem Innenminister Roger Lewentz überstellt. Auf Landesebene wurden jedoch keinerlei Anstrengungen mehr unternommen die Brücke zwischen Linz und Remagen in den Bundesverkehrswegeplan für 2030 einschreiben zu lassen.

#### Schienenverkehr
Der Linzer Bahnhof liegt an der rechtsrheinischen Strecke Köln–Koblenz. Er wird von den Linien RE 8 und RB 27 bedient, die Verbindungen im Halbstundentakt bieten. Mit der RB 27 besteht außerdem im Stundentakt eine umsteigefreie Verbindung zum Flughafen Köln/Bonn.
| Linie | Verlauf | Takt   |
| ----- | --- | ------ |
| RE 8  | Rhein-Erft-Express: (Mönchengladbach Hbf – Rheydt Hbf – Rheydt-Odenkirchen – Hochneukirch – Jüchen – Grevenbroich –)* Rommerskirchen – Stommeln – Pulheim – Köln-Ehrenfeld – Köln Hbf – Köln Messe/Deutz – Porz (Rhein) – Troisdorf – Friedrich-Wilhelms-Hütte – Menden (Rheinl) – Bonn-Beuel – Bonn-Oberkassel – Niederdollendorf – Königswinter – Rhöndorf – Bad Honnef (Rhein) – Unkel – Linz (Rhein) – Bad Hönningen – Rheinbrohl – Neuwied – Urmitz Rheinbrücke – Koblenz-Lützel – Koblenz Stadtmitte – Koblenz Hbf * nur werktags Stand: Fahrplanwechsel Dezember 2023                                | 60 min |
| RB 27 | Rhein-Erft-Bahn: Mönchengladbach Hbf – Rheydt Hbf – Rheydt-Odenkirchen – Hochneukirch – Jüchen – Grevenbroich – Rommerskirchen – Stommeln – Pulheim – Köln-Ehrenfeld – Köln Hbf – Köln Messe/Deutz – Köln/Bonn Flughafen – Troisdorf – Friedrich-Wilhelms-Hütte – Menden (Rheinl) – Bonn-Beuel – Bonn-Oberkassel – Niederdollendorf – Königswinter – Rhöndorf – Bad Honnef (Rhein) – Unkel – Erpel (Rhein) – Linz (Rhein) – Leubsdorf (Rhein) – Bad Hönningen – Rheinbrohl – Leutesdorf (Rhein) – Neuwied – Engers – Vallendar – Koblenz-Ehrenbreitstein – Koblenz Hbf Stand: Fahrplanwechsel Dezember 2023 | 60 min |

Linz liegt im Verkehrsverbund Rhein-Mosel.
Weiter war Bahnhof von Linz Ausgangspunkt der Kasbachtalbahn nach Flammersfeld, die im Zweiten Weltkrieg stark beschädigt wurde, danach nur noch auf sich immer weiter verkürzenden Abschnitten betrieben und deren Verkehr 1997 seitens der Deutschen Bahn eingestellt wurde. Seit 1999 verkehrt hier zwischen Linz und Kalenborn in der Saison die private Kasbachtalbahn mit einem touristischen Angebot.

#### Radfernwege
Durch Linz führt die rechtsrheinische EuroVelo-Route EV15 (Rheinradweg). Dieser Radverkehr ist auf dem Linzer Stadtgebiet nicht vom Kraftfahrzeugverkehr getrennt (Stand Januar 2022). Eine Verbindung zum linksrheinischen Rheinradweg und zu den Ahrtal-Radwegen besteht über die Fähre Linz-Kripp/Remagen.

#### Wanderwege
Der Rheinsteig, der rechtsrheinische Fernwanderweg von Bonn nach Wiesbaden, führt auf der Etappe von Unkel nach Leubsdorf (16,7 km, 500 Höhenmeter) an der Burg Ockenfels vorbei und im Stadtgebiet mitten über den historischen Marktplatz.

### Ansässige Unternehmen
- BAG – Basalt-Actien-Gesellschaft
- Birkenstock
- Niedax GmbH & Co. KG: Kabelverlegesysteme

### Bildung
- Bürgermeister-Castenholtz-Schule: Grundschule
- Robert-Koch-Schule: Integrative Realschule plus und Fachoberschule (ehemalige Duale Oberschule und ehemalige Realschule)
- Alice-Salomon-Schule: Berufsbildende Schule
- Martinus-Gymnasium Linz

### Gesundheitswesen
- Franziskus-Krankenhaus Linz

### Polizei und Justiz
Es gibt in Linz ein Notariat, eine Polizeiinspektion und das Amtsgericht Linz am Rhein.
Bis 1970 gab es in Linz außerdem ein Gefängnis. In diesem wurde Else Peerenboom-Missong im August 1944 im Rahmen der „Aktion Gewitter“ in Schutzhaft genommen. 1962 wurde der Spiegelredakteur Conrad Ahlers zusammen mit seiner Frau in Linz inhaftiert. Das Gebäude dient heute als Wohnhaus und steht unter Denkmalschutz.

## Persönlichkeiten

### Söhne und Töchter der Stadt

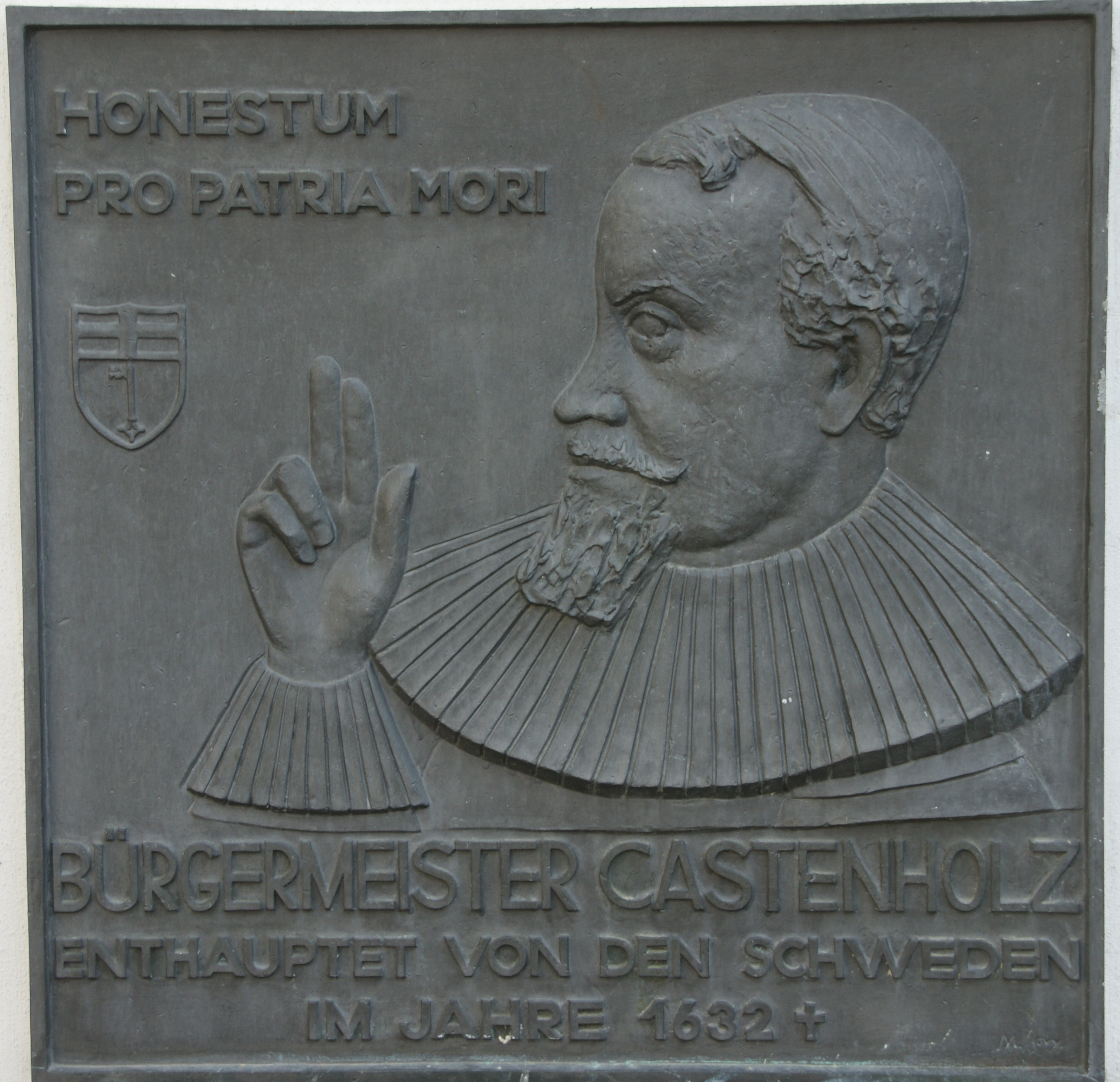
Gedenktafel für den enthaupteten Bürgermeister Augustin Castenholz

- Tilman Joel (um 1395–1461), Theologe, Jurist und Diplomat
- Augustinus Castenholz (um 1592–1633), Bürgermeister und Zollschreiber
- Carl Paul von Zimmermann (1652–1712), Kaiserlicher Hofrat, Kanzler in Hildesheim (nach Zimmermann ist die Kanzlerstraße in Linz benannt)
- Damian Adolph Dercum (1655–um 1722), Arzt, Professor für Arzneiwissenschaften und Chirurgie
- Augustin Mengelberg (1710–1763), Abt von Heisterbach
- Alexander Bertram Joseph Minola (1759–1829), Geistlicher, Gymnasiallehrer und Historiker
- Maximilian Joseph Funcke (1780–unbekannt), Chemiker und Apotheker
- Stephan Lück (1806–1883), Theologe, Dommusikdirektor in Trier und Herausgeber
- Ferdinand von Malaisé (1806–1892); bayerischer General, Erzieher von König Ludwig III.
- Anton Joseph Weidenbach (1809–1871), Historiker und Archivar
- Joseph von Keller (1811–1873), Kupferstecher
- Franz Keller (1821–1896), Kupferstecher, Bruder und Schüler von Joseph von Keller
- Hubert Meyer (1826–1895), Porträtmaler
- Johann Martin Niederée (1830–1853), Maler
- Heinrich Gogarten (1850–1911), Landschaftsmaler in Dachau
- Pedro Sinzig (1876–1952), Franziskaner, Schriftsteller
- Heinrich Pohl (1883–1931), Jurist, Völkerrechtler und Hochschullehrer
- Theodor Nußbaum (1885–1956), Garten- und Landschaftsarchitekt, Stadtbaurat in Köln
- Konrad Nussbaum (1893–1945), Polizeibeamter, Kriminaldirektor
- Erich Mehliß (1899–1972), Verwaltungsjurist und Landrat
- Elisabeth Alexander (1922–2009), Schriftstellerin
- Günther Scholl (1923–2011), Maler und Kunsterzieher
- Peter Schmitz (1923–2006), Schauspieler
- Günther Oellers (1925–2011), Bildhauer
- Manfred Bruns (1934–2019), Bundesanwalt am Bundesgerichtshof und schwulenpolitischer Aktivist
- Georg Kröll (* 1934), Komponist, Pianist
- Alex Kempkens (* 1942), Fotograf
- Peter Meilchen (1948–2008), Maler, Grafiker, Fotograf und Autor
- Adam C. Oellers (* 1949), Kunsthistoriker
- Renate Pepper (1951–2024), Politikerin (SPD) und MdL Rheinland-Pfalz 1991–2011
- Richard Wester (* 1956), Saxophonist und Komponist
- Hubert Schmidt (* 1958), Jurist, Rechtsanwalt und Hochschullehrer
- Harald J. Wester (* 1958), Manager und Ingenieur
- Ellen Demuth (* 1982), Politikerin (CDU) und MdL Rheinland-Pfalz
- Stefan Thoma (* 1988), Politiker (FDP) und MdL Rheinland-Pfalz
- Jannik Stoffels (* 1997), Fußballspieler
- Sascha Weingarten (* 1991), Schauspieler
- Sugar MMFK, bgl. João Michel Diau (* 1993), Rapper

### Persönlichkeiten, die in der Stadt gewirkt haben
- 1545: Albert Ritzaeus Hardenberg (1510–1574), Theologe, als Prediger in Linz tätig
- bis etwa 1792 Besuche der Stadt durch Ludwig van Beethoven (1770–1827), Hausmusik bei Hofkammerrat Gottfried Wolters und Besuch seines in Linz arbeitenden Bruders
- 1792: Vorübergehende Inhaftierung des Räubers Der Schwarze Peter (1752–1812), (Lehrmeister und Komplize des Schinderhannes) im Pulverturm der Stadt Linz am Rhein
- 1822: Besuch der Stadt und der Kirche St. Martin durch den Philosophen Georg Wilhelm Friedrich Hegel (1770–1831)
- 1833: Besuch der Stadt durch Kronprinz Friedrich Wilhelm IV. (1795–1861)
- 1852: Sommerurlaub des Richard Brend’amour, Holzschneider, bei Johann Martin Niederée
- 1852: Sommerurlaub des Rudolf Schwertführer (evtl. ebenfalls in Linz geboren), Lithograph und Holzschneider in Dresden, bei Johann Martin Niederee
- 1868: W. Krüger, evangelischer Pfarrer in Linz; schreibt die Erzählung Aus dem Gefängnis ins Gefängnis
- 1870–1818??: Theodor Lerner (1866–1931), Journalist und Polarforscher, Kindheit und Jugendzeit in Linz
- 1871–1879: Friedrich von Gerolt (1797–1879), Diplomat, dienstältester Botschafter Deutschlands in Washington, D.C., USA, Besitzer von Rittergut zur Leyen Burg Ockenfels
- 1873–1917: Johann Stockhausen (1843–1917), Orgelbauer, betrieb Werkstatt in Linz und ist dort gestorben.
- 1894–1900: Carl Clewing (1884–1954), Schauspieler, Heldentenor, Musikpädagoge und Volksliedforscher, Schüler des Progymnasiums zu Linz
- 1897–1958: Else Peerenboom-Missong (1893–1958), Volkswirtin und Politikerin (Zentrum, später CDU)
- etwa ab 1899–1963: Walter Fuchs, Initiator des Heimatmuseums, Betreuung des städtischen Archivs und Schöpfer des Begriffs Linz – Die Bunte Stadt am Rhein
- 1909–1912: Eduard Profittlich (1890–1942), Erzbischof von Estland, Gymnasialbesuch und Abitur in Linz
- 1914–1995: Wilhelm Heinrichs lebte seit seiner Kindheit in Linz, Gymnasiallehrer, Komponist, Kapellmeister, Arrangement des Glockenspiels am historischen Linzer Rathaus
- 1928–1945: Egon Hoegen, deutscher Schauspieler und Sprecher, wuchs in Linz am Rhein auf
- 1940–1945: Joseph Jaekel, Bildhauer, Wohnsitz in Linz durch Kriegsfolgen in Köln
- 1943–1959: Otto Cornelius, Graphiker und Maler, Kunsterzieher am Gymnasium Linz
- 1946–2012: Waltraud Markmann Kawinski, Malerin, Grafikerin und Schriftstellerin, Wohnsitz und Atelier in Linz
- 1951–1955: Pfarrer Friedrich Erxleben, Lebensabend in Linz

## Anekdoten
1474: Wie der Bienenstich erfunden wurde. (siehe Bäckerjungensage)